# PERLScript

## Введение
Первоначально PerlScript был предназначен исключительно для ActiveX Scripting Engine, который производила компания ActiveState для использования с Microsoft Internet Information’s Services (IIS), что позволяло программистам использовать код на Perl на веб-серверах, работающих на протоколе ASP в дополнение к VBScript и JScript или вместо них. Лишь впоследствии был создан Apache:: ASP для Apache HTTP Server, который позволял программировать только на Perl. PerlScript может также быть использован для написания Windows Script Host программ, аналогичных программам, которые создаются на VBScript.

## Простой пример
Простой скрипт, который используется для вывода строки «Hello World!» на веб-странице.
```
use
 
strict
;

$WScript
->
Echo
(
"Hello World!"
);

```

Файлы .pls не получают доступа к WSH-возможностям drag and drop’а.
Файлы .wsf на PerlScript обязательно должны иметь XML-теги, в которых указываются «job id» и «script language», а также, если надо, другие параметры… Например:
```
<Job ID="DropFiles">
<script language="PerlScript">
    use strict;
    our $WScript;
    $WScript->Echo("Displaying names of dropped files");
    my $arg = $WScript->{Arguments};
    my $countArgs = $arg->{Count};
    for (my $i=0; $i<$countArgs; $i++)
    {
        $WScript->Echo($arg->Item($i));
    }
</script>
</Job> 
```

Файлы .wsf на PerlScript получают доступ к WSH-возможностям drag and drop’а, как и «Perl Droplets» в устаревшем на данный момент MacPerl.
Большинство WSH-объектов доступны через автоматически создаваемый объект $WScript.